# Roland Matthes
Roland Matthes (Pößneck, República Democrática Alemana, 17 de noviembre de 1950-Wertheim, Alemania, 20 de diciembre de 2019) fue un nadador alemán especializado en pruebas de estilo espalda y estilo libre, ganador de ocho medallas entre las Olimpiadas de México 1968 y las de Montreal 1976.

## Carrera deportiva
En las Olimpiadas de México 1968 ganó tres medallas: oro en 100 y 200 metros espalda, y plata junto a su equipo en los relevos de 4 × 100 metros estilos (nadando el largo de espalda).
En las Olimpiadas de Múnich 1972 ganó oro en 100 y 200 metros espalda, plata en relevos 4 × 100 metros estilos y bronce en 4 × 100 metros estilo libre.
Y en los Juegos Olímpicos de Montreal 1976 ganó la medalla de bronce en 100 metros espalda, con un tiempo de 57.22 segundos, tras los estadounidenses John Naber que batió el récord del mundo con 55.49 segundos, y Peter Rocca.